# Голицын, Александр Михайлович (1772)
Князь Алекса́ндр Миха́йлович Голи́цын (8 (20) сентября 1772 — 31 июля (12 августа) 1821) — тайный советник, гофмейстер, собиратель художественных редкостей из рода Голицыных (ветвь Михайловичей). Старший брат «последнего московского вельможи» Сергея Голицына.

## Биография
Внук генерал-адмирала М. М. Голицына и барона А. Г. Строганова. Сын генерал-поручика и камергера М. М. Голицына и баронессы Анны Александровны Строгановой (1739—1816), от которой вместе с братом унаследовал усадьбы Гребнево и Кузьминки.
В царствование Екатерины II был камер-пажом. Выказывал императрице бесконечную преданность, и она ему благоволила. Затем был назначен камер-юнкером к великому князю Александру Павловичу. Благодаря уму и умению быть приятным собеседником заслужил его благосклонность и доверие.
В 1799 году Павлом I был удалён от двора. Как говорили современники, за то, что был посредником между Александром Павловичем и актрисой Шевалье, фавориткой И. Кутайсова.
Впоследствии вновь был при дворе. Был гофмейстером при дворе великой княгини Екатерины Павловны. В 1802 году сопровождал великую княгиню Елизавету Алексеевну в Швецию для свидания с сестрой Фредерикой. Князь Голицын отличался весёлым характером и сатирическим умом, был красив, за невысокий рост получил прозвище «le petit Golitzine» («Маленький Голицын»), а за длинное лицо «le prince cheval» («князь-лошадь»). Современники находили его очень похожим на шведского короля Густава IV Адольфа.
В 1807 году из-за болезни жены уехал с семьей за границу, где стал жить большую часть своего времени. В 1819 году Голицын переехал в Италию. Приобретя дом Монтенаро, жил в Риме на виа Умильта, где художник Орест Кипренский написал его портрет, он был создан за два года до смерти князя, сегодня портрет находится в Третьяковской галерее. Позже во время своего пребывания в Италии Кипренский писал и портреты сыновей Голицына.

## Семья
Жена (с 12 ноября 1802 года) — княжна Наталья Фёдоровна Шаховская (25.11.1779—09.08.1807), внучка генерал-прокурора Я. П. Шаховского, любимая фрейлина и лучшая подруга императрицы Елизаветы Алексеевны. Княжна Шаховская была красавицей, император Павел I отличал её, и на одном из парадов он повелел внести в приказ благодарность великому князю Александру за то, что у него при дворе такая хорошенькая фрейлина. Говорили, что Нелидова с той поры возненавидела княжну.
Её свадьба с Голицыным была отпразднована с большим блеском в большой церкви Зимнего дворца, в присутствии государя и двух императриц. Разлука с ней была большим огорчением для Елизаветы Алексеевны, так как Голицына пользовалась её безграничным доверием. Княгиня обещала часто посещать государыню после брака, камер-фурьерский журнал свидетельствует о почти ежедневных их прогулках и частых приглашениях на обед. Будучи хорошей музыкантшей, Голицына почти ежедневно пела с государыней. Её счастливый характер, веселый, отзывчивый, вносил много жизни и развлечений в монотонную жизнь Елизаветы Алексеевны. Имя Голицыной, под прозвищем «Principessa», встречается во всех письмах императрицы к матери до самой кончины княгини, последовавшей в 1807 году.
Заболев после родов скоротечной чахоткой, Наталья Фёдоровна по предписанию врачей уехала за границу, где и скончалась. Похоронена в усыпальнице князей Голицыных (Михайловской церкви) Донского монастыря в Москве. В браке имели двух сыновей и дочь:
- Михаил (1804—1860), тайный советник, посланник в Мадриде, писатель, создатель Голицынской библиотеки в Москве, под давлением брата тайно перешел в католичество. Был женат на княжне Марии Ильиничне Долгоруковой (1822—1907), дочери И. А. Долгорукова.
- Фёдор (1805—1848), камер-юнкер, католик, писатель, иезуит. В 1845 году за отказ возвратиться в Россию был заочно лишен всех прав состояния со ссылкой в каторжные работы. Поступил волонтёром в папскую гвардию и вскоре умер в Болонье.
- Елизавета (14.08.1806[2]—07.12.1816)[3], родилась в Петербурге, крещена 29 августа 1806 года в Исаакиевском соборе при восприемстве принцессы Амалии Баденской; после смерти матери её взяла на своё попечение императрица Елизавета Алексеевна, которая мечтала сделать её товарищем детских игр своей младшей дочери Лизы (1806—1808). С разрешения князя А. М. Голицына, находилась всегда при императрице, которая оказывала ей особое внимание и ухаживала за ней как родная мать. Смерть княжны Голицыной от горячки в декабре 1816 года стала большим горем для Елизаветы Алексеевны.

## Адреса в Санкт-Петербурге
- 1800—1810 — Английская наб., д. 8
- 1816—1821 — набережная реки Мойки, 90/1